# Wohnhaus Straße der Deutschen Einheit 24

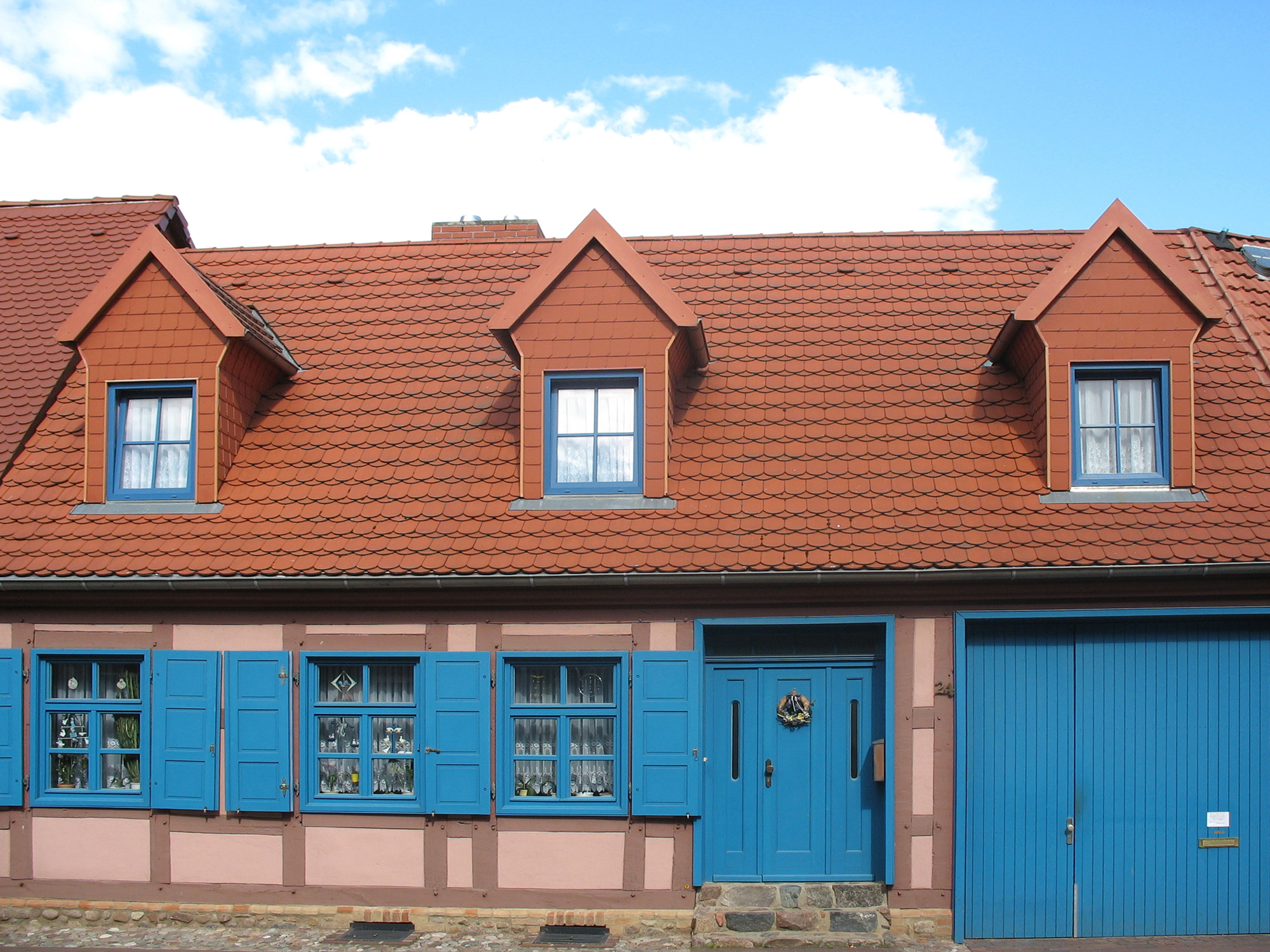
Röbel, Straße der Deutschen Einheit 24

Das Wohnhaus Straße der Deutschen Einheit 24 in Röbel/Müritz stammt aus dem 19. Jahrhundert. 
Das Gebäude steht unter Denkmalschutz.

## Geschichte
Die Kleinstadt Röbel hat 4998 Einwohner (2019). Der langgestreckte Ort hat bemerkenswert viele erhaltene, zumeist zweigeschossige Fachwerkhäuser und auffällig viele, durch denkmalpflegerischen Befund festgestellte, farbige Fassaden. Die Häuser aus dem 19. Jahrhundert waren 1991 zumeist noch verputzt und bei der Sanierung wurden die Fachwerke wieder freigelegt.
Das eingeschossige Fachwerkhaus aus der Mitte des 19. Jahrhunderts auf einem Feldsteinsockel ist ein typisches Beispiel der Fachwerkhäuser der früheren Ackerbürger von Röbel. Eine breite Tordurchfahrt erschließt das große hintere Grundstück, das bis an die Binnenmüritz reicht. Es wurde im Rahmen der Städtebauförderung Mitte der 1990er Jahre saniert und erhielt dabei drei neue Gauben zu Verbesserung des Wohnwertes. Dominant sind die blauen Fensterläden, die Haustür und das Tor.